# Chirodactylus brachydactylus
Chirodactylus brachydactylus es una especie de pez del género Chirodactylus, familia Cheilodactylidae. Fue descrita científicamente por Cuvier en 1830.
Se distribuye por el Atlántico Suroriental y Océano Índico Occidental: Walvis Bay, Namibia alrededor hasta bahía de Maputo, Mozambique. La longitud total (TL) es de 40 centímetros. Habita en aguas costeras, zonas arrecifales y fondos rocosos y se alimenta de invertebrados. Puede alcanzar los 240 metros de profundidad.
Está clasificada como una especie marina inofensiva para el ser humano.